# Gran Premio Nobili Rubinetterie 2013
Il Gran Premio Nobili Rubinetterie 2013, sedicesima edizione della corsa, si svolse il 14 marzo 2013 su un percorso di 187,5 km. La vittoria fu appannaggio del lussemburghese Bob Jungels, che completò il percorso in 4h33'04", precedendo gli italiani Daniele Bennati e Simone Ponzi.
Sul traguardo di Stresa 109 ciclisti, su 152 partiti da Suno, portarono a termine la competizione.

## Squadre partecipanti
| N.    | Cod. | Squadra                      |
| ----- | ---- | ---------------------------- |
| 1-8   | AND  | Androni Giocattoli-Venezuela |
| 11-18 | KAT  | Katusha Team                 |
| 21-28 | MOV  | Movistar Team                |
| 31-38 | RLT  | RadioShack-Leopard           |
| 41-48 | TST  | Team Saxo-Tinkoff            |
| 51-58 | FDJ  | FDJ                          |
| 61-68 | EUS  | Euskaltel-Euskadi            |
| 71-78 | AST  | Astana Pro Team              |
| 81-88 | CCC  | CCC Polsat Polkowice         |
| 91-98 | VIN  | Vini Fantini-Selle Italia    |

| N.      | Cod. | Squadra                     |
| ------- | ---- | --------------------------- |
| 101-108 | BAR  | Bardiani Valvole-CSF Inox   |
| 111-118 | COL  | Colombia                    |
| 121-128 | CEF  | Ceramica Flaminia-Fondriest |
| 131-138 | ARH  | Atlas Personal-Jakroo       |
| 141-148 | PPO  | Team Nippo-De Rosa          |
| 151-158 | LOK  | Lokosphinx                  |
| 161-168 | UNA  | Utensilnord-Ora24.eu        |
| 171-178 | AMO  | Amore & Vita                |
| 181-188 | TNN  | Team Novo Nordisk           |

## Ordine d'arrivo (Top 10)

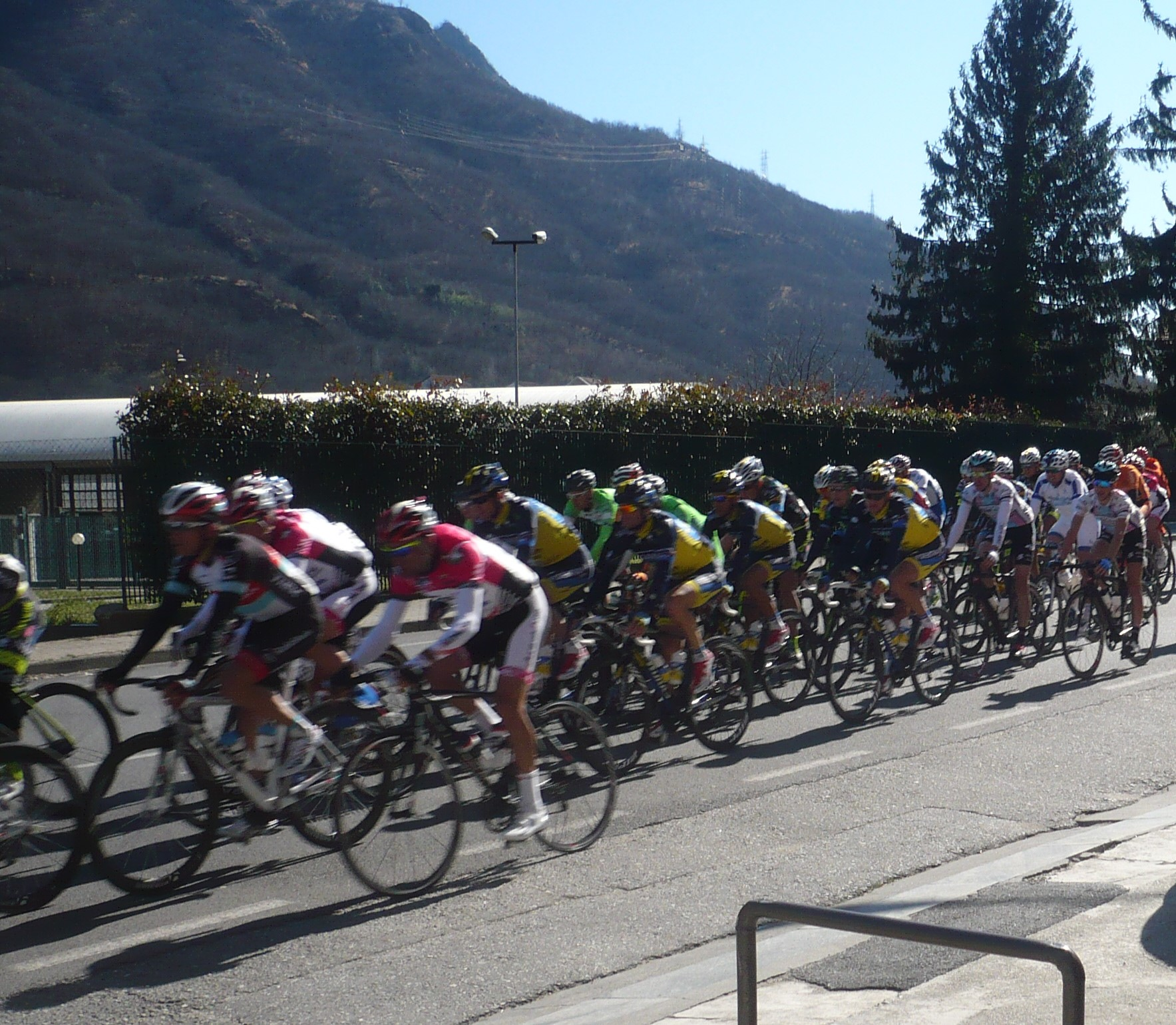
Passaggio del gruppo a Sant'Anna di Casale Corte Cerro

| Pos. | Corridore          | Squadra       | Tempo    |
| ---- | ------------------ | ------------- | -------- |
| 1    | Bob Jungels        | RadioShack    | 4h33'04" |
| 2    | Daniele Bennati    | Saxo-Tinkoff  | a 52"    |
| 3    | Simone Ponzi       | Astana        | s.t.     |
| 4    | Marco Zamparella   | Utensilnord   | s.t.     |
| 5    | Francisco Ventoso  | Movistar Team | s.t.     |
| 6    | Fabio Felline      | Androni       | s.t.     |
| 7    | Simone Campagnaro  | Nippo-De Rosa | s.t.     |
| 8    | Matthieu Ladagnous | FDJ           | s.t.     |
| 9    | Giovanni Visconti  | Movistar Team | s.t.     |
| 10   | Marco Canola       | Bardiani      | s.t.     |